# UN-Nummer

Gefahrentafel (Orangefarbige Warntafel):
oben die Gefahrnummer 33
unten die UN-Nummer 1203
(für Benzin)

Die UN-Nummer, auch Stoffnummer genannt, ist eine Kennnummer, die für alle gefährlichen Stoffe, die gleichzeitig als gefährliche Güter (Gefahrgut) gelten, festgelegt wird. Sie ist die untere Nummer auf den auf allen Gefahrguttransporten angebrachten orangefarbigen Warntafeln (Gefahrentafeln) und beschreibt die Zusammensetzung (Art) des Transportgutes.
Vollständige Liste der UN-Nummern siehe: Liste der UN-Nummern.
Die obere Nummer wird Gefahrnummer (Kemler-Zahl) genannt.

## Grundlagen
Der Umgang mit Gefahrgut wurde von den Vereinten Nationen in den Model Regulations der UN Recommendations on the Transport of Dangerous Goods, die derzeit in der Revision 19 (2015) gültig sind, festgelegt. Dazu gehört auch der Aufbau der Datenbank der gefährlichen Güter nach der UN-Nummer.
Verwendet wird sie in internationalen Übereinkünften wie den europäischen Übereinkommen über die internationale Beförderung gefährlicher Güter auf der Straße (ADR) und auf Binnenwasserstraßen (ADN, mit ADNR und ADN-D), der Ordnung für die internationale Eisenbahnbeförderung gefährlicher Güter (RID) und dem internationalen Übereinkommen Safety of Life at Sea (SOLAS).

## Funktion der UN-Nummer
Die UN-Nummer beschreibt das Transportgut, von dem die Gefährdung ausgeht. Sie wird nicht nur für einzelne chemische Verbindungen vergeben, sondern auch für Stoffgruppen und sonstige Güter mit Gefährdungspotential. Sie wird von einem Expertenkomitee der Vereinten Nationen festgelegt.
Die Stoffnummer ist immer vierstellig aus Ziffern und ist eine fortlaufende Nummer in einer Liste aller erfassten Typen von Gefahrgütern. Zu den meisten UN-Nummern gehört genau eine Gefahrnummer.
Die UN-Nummer und die Gefahrnummer sollten bei einem Unglück immer der Polizei-/Feuerwehrleitstelle mitgeteilt werden, da diese hierdurch die Hilfe besser koordinieren kann. Die Nummern liefern (zusammen mit den ERI-Cards) Feuerwehren und anderen BOS wichtige Informationen zur schnellen Erfassung des Gefährdungspotenzials von Stoffen und der Einleitung richtiger Maßnahmen.

## Erweiterungen
Verschiedene Institutionen verwalten Erweiterungen zur UN-Nummer. Sie ermöglichen damit die Kennzeichnung von Gefahrstoffen, für die keine UN-Nummer existiert. Die IATA vergibt ID-Nummern, die den UN-Nummern im Aufbau gleichen. Sie benutzen das Präfix „ID“ statt „UN“ und beschränken sich auf Zahlenräume im 8000er-Bereich, die bei den UN-Nummern nicht verwendet werden. Eine Identifikationsnummer, die beispielsweise das Präfix „ID“ anstelle von „UN“ verwendet, wird typischerweise mit dem Lufttransport in Verbindung gebracht. Derzeit wird eine „ID“-Nummer verwendet: ID 8000 ist eine alternative Kennung, die manchmal verwendet wird, um Verbrauchsgüter auf dem Luftweg zu versenden, wenn dies von den ICAO Technical Instructions und den IATA Dangerous Goods Regulations genehmigt wird. Aus Gründen der Übersichtlichkeit werden Zahlen im Bereich der 8000er Nummern verwendet, da keine UN-Nummern in diesem Bereich existieren. Im Zusammenhang mit Gefahrguttransporten sind „Gebrauchsgüter“ Produkte bestimmter Gefahrenklassen, die in einzelhandelsgerechter Form verpackt/vertrieben werden – z. B. Haarspray oder Nagellackentferner Ähnlich ist es bei der durch das United States Department of Transportation herausgegebenen NA-Nummer (für North America, Nordamerika) mit dem Präfix „NA“. Bei den NA-Nummern gibt es zum Teil auch leichte Umdeutungen von UN-Nummern; so steht NA2212 z. B. für alle Arten von Asbest, UN2212 jedoch nur für bestimmte Asbestsorten.

## Beispiele
- 1005: Ammoniak, wasserfrei
- 1057: Feuerzeuge mit entflammbarem Gas
- 1202: Dieselkraftstoff oder Heizöl
- 1203: Benzin oder Ottokraftstoff
- 1223: Petroleum beziehungsweise JET-A1 (Kerosin)
- 1230: Methanol
- 1428: Natrium
- 1950: Druckgaspackungen (Sprühdosen) mit entflammbaren Aerosolen
- 1965: Flüssiggas
- 1977: Stickstoff, tiefgekühlt, flüssig

Siehe Liste der UN-Nummern zur vollständigen Auflistung